# Szlif (jubilerstwo)

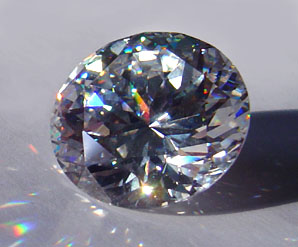
szlif brylantowy, okrągły

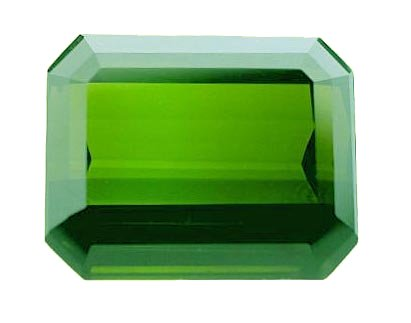
szlif schodkowy

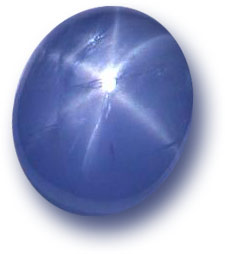
szlif kaboszonowy

W jubilerstwie przez szlif rozumie się wszystko, co jest związane z obróbką kamieni, a więc – nadanie określonej formy i pokrycia całej powierzchni symetrycznymi płaszczyznami, czyli fasetami.
Jubilerzy przez szlif rozumieją:
- proporcję (wielkość, wymiary poszczególnych części kamienia)
- wykończenie (symetria i liczba fasetek pokrywających cały kamień)

Sposób szlifowania dobiera się w zależności od własności fizycznych i optycznych materiału. Nakładanie szlifu ma na celu wyeksponowanie pewnych własności materiału gemmologicznego, takich jak brylancja, barwne efekty optyczne, oraz eliminację lub minimalizację innych właściwości, np. defektów, skaz, inkluzji. Obecność szlifu może ułatwiać lub utrudniać identyfikację kamienia, np. polerowane fasetki ułatwiają wykonanie oznaczenia wartości współczynnika załamania światła, podczas gdy szlif kaboszonowy ogranicza możliwość jego precyzyjnego oznaczenia.

## Podział szlifów nakładanych na materiał gemmologiczny
- historyczne, współcześnie rzadko używane.
- standardowe, powielane w wielkiej liczbie egzemplarzy. Ich parametry zostały ukształtowane przez doświadczenie ugruntowane historycznie i mają oparcie w tradycji obróbki materiałów gemmologicznych.
- nowoczesne i fantazyjne, których parametry dobierane są indywidualnie na podstawie najnowszych osiągnięć optyki i metod szlifowania twardych materiałów. Tworzone są przez zmianę proporcji szlifów tradycyjnych, ich mieszanie, łączenie, wymyślanie całkiem nowych. Szlif jest unikatowy i opracowany z myślą o konkretnym znalezisku.

## Rodzaje szlifów
- szlif kaboszonowy (gładki) – historycznie wcześniejszy
- szlify fasetkowe (wielościenny) – historycznie późniejsze
  - szlif rozetowy – pierwsza forma szlifu fasetkowego, w którym układ faset przypomina wygląd kwiatu róży, a podstawa jest płaska[1]
  - szlif brylantowy
  - szlif schodkowy
    - szlif szmaragdowy (szczególny rodzaj szlifu schodkowego, stosowany wyjątkowo często do obróbki szmaragdów)
    - szlif krzyżowy (nożycowy)
    - szlif rozetowy
    - szlif taflowy

  - szlif mieszany
  - szlif fantazyjny – mają rozmaite kształty: o zarysie trójkątnym, trapezowym, rombowym, pięciobocznym, sześciobocznym. W ten sposób szlifowane są rzadkie kamienie szlachetne lub kamienie mające skazy, względnie nieregularne kształty: kropla, markiza, serce, np. szlif nożycowy = krzyżowy.

## Schematy niektórych szlifów

szlif poduszkowy
szlif szmaragdowy
szlif gruszka
szlif nożycowy
szlif nożycowy "bagiet"